# Three Men and a Little Lady
 Three Men and a Little Lady és una pel·lícula estatunidenca dirigida per Emile Ardolino, estrenada el 1990. És la continuació de Tres solters i un biberó (1987).

## Argument
Emile Ardolino va dirigir aquesta seqüela de Three Men and a Baby . El trio de mitjana edat—Peter l'arquitecte (Tom Selleck), Michael el dibuixant (Steve Guttenberg) i Jack l'actor (Ted Danson) -- tornen, sublimant els seus instints de solters criant Mary de 5 anys (Robin Weisman), filla d'un d'ells – Jack - i de Sylvia (Nancy Travis), Mary, va ser abandonada per Sylvia al vestíbul de la casa d'apartaments dels nois a la primera pel·lícula. En cinc anys, Mary ha crescut i ha passat de ser un bebè de bolquers a una nena atractiva que insisteix que els nois li cantin cançons abans que vagi a dormir. Sylvia ara també viu amb els solters i té una carrera prometedora a Broadway. Peter, Michael, i Jack adoren la nena i la paternitat mai ha semblat tan idíl·lica. Però Sylvia una vegada més interromp la seva plàcida existència.
Acceptant la proposta de matrimoni del director britànic i malcarat pocavergonya Edward (Christopher Cazenove), els anuncia que ella i Mary aniran a viure a Anglaterra, deixant els nois. L'afecte cap a aquesta és tan fort que els tres tracten d'evitar el casament per tots els mitjans imaginables.

## Repartiment
- Tom Selleck: Peter Mitchell
- Steve Guttenberg: Michael Kellam
- Ted Danson: Jack Holden
- Nancy Travis: Sylvia Bennington
- Robin Weisman: Mary Bennington
- Christopher Cazenove: Edward Hargreave
- Sheila Hancock: Vera Bennington
- Fiona Shaw: Miss Elspeth Lomax
- John Boswall: Barrow
- Jonathan Lynn: Vicar Hewitt
- Sydney Walsh: Lauria
- Edwina Moore: Dr. Robinson
- Patricia Gaul: Sra. Walker

## Premis i nominacions

### Premis
- 1991: Premis Young Artist per a Robin Weisman

### Nominacions
- 1991: Premis Young Artist per a la millor pel·lícula de comèdia.